# Johann Wilhelm Hemeling
Johann Wilhelm Hemeling (* 2. Dezember 1758 in Karlsruhe; † 22. Mai 1817 ebenda) war ein deutscher Bibliothekar, Lehrer und Taubstummenlehrer. Hemeling war von 1808 bis 1817 Leiter der Hofbibliothek in Karlsruhe.

## Leben
Johann Wilhelm Hemeling studierte in Göttingen. 1781 wurde er als Pfarrkandidat angenommen. In Vorbereitung seiner Tätigkeit am Karlsruher Taubstummeninstitut besuchte Hemeling zwischen 1782 und 1784 Einrichtungen für Taubstumme in Gießen, Leipzig und Wien, um sich über die dort eingesetzten Lehrmethoden zu informieren; von 1784 bis 1793 war er Lehrer am Taubstummeninstitut in Karlsruhe. Ab 1785 unterrichtete er zudem englische Sprache am Grossherzoglichen Gymnasium, dem späteren Bismarck-Gymnasium Karlsruhe. Hemeling war Freimaurer im Zinnendorfischen System in Karlsruhe und wurde 1786 Mitglied der Wiener Freimaurerloge „Zur Wahrheit“.
Ab 1792 war Hemeling schließlich als Hofbibliothekar tätig und wurde 1805 zum Ersten Bibliothekar ernannt. 1808 wurde er zum Geheimen Hofrat berufen und übernahm in Nachfolge von Friedrich Valentin Molter die Leitung der Hofbibliothek. Seine Dienstzeit war von den Folgen der Übernahme des säkularisierten Klosterbesitzes geprägt. Dabei habe sich Hemeling „der Arbeit mit vielem Geschick unterzogen und namentlich eine sehr achtenswerthe Bücherkenntniss an Tag“ gelegt.